# Silvia Biondini
Silvia Biondini (Arezzo, 24 gennaio 1976) è un'ex triplista e lunghista italiana.

## Biografia
Nel 1997 prese parte alla sua prima manifestazione internazionale, conquistando il ventitreesimo posto nel salto triplo ai campionati europei under 23 di Turku. Nel 1999 ottenne le sue prime medaglie ai campionati italiani: prima l'argento nel salto triplo indoor, poi il bronzo nella stessa gara all'aperto. Del 2001 conquistò un'altra medaglia d'argento nel salto triplo indoor, mentre all'aperto fu insignita del titolo di campionessa italiana.
Nel 2001 fu medaglia d'oro nel salto triplo ai Campionati mondiali militari di atletica leggera che si tennero a Beirut, mentre a livello nazionale conquistò il titolo italiano nel salto triplo indoor e outdoor. Si classificò anche sesta ai Giochi del Mediterraneo di Tunisi.
Nel 2002 tornò a salire sul gradino più alto del podio nel salto triplo ai campionati italiani indoor, dove fu anche medaglia di bronzo nel salto in lungo. Lo tesso anno ai campionati europei di atletica leggera di Monaco di Baviera non superò la fase delle qualificazioni alla finale, ma portò a casa la medaglia d'argento ai campionati italiani assoluti outdoor. Nel 2003 e 2004 portò al collo cinque medaglie di bronzo e una d'argento ai campionati italiani indoor e outdoor.
Nel 2005 fu medaglia di bronzo nel salto triplo indoor e all'aperto ai campionati italiani assoluti e si classificò settima, sempre nel salto triplo, ai Giochi del Mediterraneo di Almería. Le sue ultime tre medaglie ai campionati italiani, tutte d'argento, arrivarono nel 2006 (salto triplo indoor e outdoor) e nel 2007 (salto triplo indoor).

## Progressione

### Salto in lungo
| Stagione | Misura | Luogo      | Data      | Rank. Mond. |
| -------- | ------ | ---------- | --------- | ----------- |
| 2005     | 6,02 m | Cesenatico | 17-6-2005 |             |
| 2003     | 5,99 m | Milano     | 29-6-2003 |             |
| 2002     | 5,77 m | Pescara    | 15-9-2002 |             |
| 2000     | 6,13 m | Roma       | 4-6-2000  |             |

### Salto triplo
| Stagione | Misura  | Luogo     | Data      | Rank. Mond. |
| -------- | ------- | --------- | --------- | ----------- |
| 2007     | 12,73 m | Trento    | 2-6-2007  |             |
| 2006     | 13,53 m | Torino    | 8-7-2006  | 108ª        |
| 2005     | 13,91 m | Torino    | 3-6-2005  | 55ª         |
| 2004     | 13,80 m | Torino    | 4-6-2004  | 71ª         |
| 2003     | 13,67 m | Rieti     | 3-8-2003  | 86ª         |
| 2002     | 14,04 m | Viareggio | 21-7-2002 | 37ª         |
| 2001     | 14,15 m | Catania   | 7-7-2001  | 26ª         |
| 2000     | 13,71 m | Milano    | 7-9-2000  |             |
| 1999     | 13,70 m | Lucca     | 5-6-1999  |             |
| 1998     | 13,46 m | Avezzano  | 29-8-1998 |             |
| 1997     | 13,39 m | Grosseto  | 14-6-1997 |             |

### Salto in lungo indoor
| Stagione | Misura | Luogo  | Data      | Rank. Mond. |
| -------- | ------ | ------ | --------- | ----------- |
| 2005/06  | 5,85 m | Ancona | 5-2-2006  |             |
| 2004/05  | 5,98 m | Ancona | 19-2-2005 |             |
| 2003/04  | 6,09 m | Genova | 21-2-2004 |             |
| 2002/03  | 6,02 m | Genova | 1-3-2003  |             |
| 2001/02  | 6,04 m | Genova | 16-2-2002 |             |
| 2000/01  | 5,75 m | Torino | 24-2-2001 |             |
| 1999/00  | 5,80 m | Genova | 12-2-2000 |             |

### Salto triplo indoor
| Stagione | Misura  | Luogo   | Data      | Rank. Mond. |
| -------- | ------- | ------- | --------- | ----------- |
| 2006/07  | 13,26 m | Ancona  | 18-2-2007 | 87ª         |
| 2005/06  | 13,50 m | Ancona  | 19-2-2006 | 57ª         |
| 2004/05  | 13,83 m | Ancona  | 20-2-2005 | 33ª         |
| 2003/04  | 13,80 m | Firenze | 31-1-2004 | 42ª         |
| 2002/03  | 13,91 m | Modena  | 16-2-2003 | 33ª         |
| 2001/02  | 13,66 m | Genova  | 17-2-2002 | 37ª         |
| 2000/01  | 14,00 m | Firenze | 13-2-2001 |             |
| 1999/00  | 13,45 m | Firenze | 52-1-2000 |             |
| 1998/99  | 13,39 m | Ancona  | 24-1-1999 |             |
| 1997/98  | 13,26 m | Vittel  | 1-3-1998  |             |
| 1996/97  | 13,07 m | Liévin  | 1-3-1997  |             |

## Palmarès
| Anno | Manifestazione          | Sede    | Evento       | Risultato | Prestazione | Note |
| ---- | ----------------------- | ------- | ------------ | --------- | ----------- | ---- |
| 1997 | Europei U23             | Turku   | Salto triplo | 13ª       | 13,11 m     |      |
| 2001 | Mondiali militari       | Beirut  | Salto triplo | Oro       | 13,89 m     |      |
| 2001 | Giochi del Mediterraneo | Tunisi  | Salto triplo | 6ª        | 13,33 m     |      |
| 2002 | Europei                 | Monaco  | Salto triplo | 17ª (q)   | 13,76 m     |      |
| 2005 | Giochi del Mediterraneo | Almería | Salto triplo | 7ª        | 13,77 m     |      |

## Campionati nazionali
- 2 volte campionessa italiana assoluta del salto triplo (2000, 2001)
- 2 volte campionessa italiana assoluta del salto triplo indoor (2001, 2002)

1997
- 5ª ai campionati italiani assoluti, salto triplo - 13,15 m

1998
- 4ª ai campionati italiani assoluti indoor, salto triplo - 13,10 m

1999
- Argento ai campionati italiani assoluti indoor, salto triplo - 13,14 m
- Bronzo ai campionati italiani assoluti, salto triplo - 13,44 m

2000
- 10ª ai campionati italiani assoluti indoor, salto in lungo - 5,80 m
- Argento ai campionati italiani assoluti indoor, salto triplo - 13,44 m
- Oro ai campionati italiani assoluti, salto triplo - 13,71 m

2001
- 13ª ai campionati italiani assoluti indoor, salto in lungo - 5,75 m
- Oro ai campionati italiani assoluti indoor, salto triplo - 13,72 m
- Oro ai campionati italiani assoluti, salto triplo - 14,15 m

2002
- Bronzo ai campionati italiani assoluti indoor, salto in lungo - 6,04 m
- Oro ai campionati italiani assoluti indoor, salto triplo - 13,66 m
- Argento ai campionati italiani assoluti, salto triplo - 14,04 m

2003
- Bronzo ai campionati italiani assoluti indoor, salto in lungo - 6,02 m
- 5ª ai campionati italiani assoluti indoor, salto triplo - 13,77 m
- Bronzo ai campionati italiani assoluti, salto triplo - 13,67 m

2004
- Argento ai campionati italiani assoluti indoor, salto in lungo - 6,09 m
- Bronzo ai campionati italiani assoluti indoor, salto triplo - 13,57 m
- Bronzo ai campionati italiani assoluti, salto triplo - 13,53 m

2005
- 5ª ai campionati italiani assoluti indoor, salto in lungo - 5,98 m
- Bronzo ai campionati italiani assoluti indoor, salto triplo - 13,83 m
- Bronzo ai campionati italiani assoluti, salto triplo - 13,77 m

2006
- Argento ai campionati italiani assoluti indoor, salto triplo - 13,50 m
- Argento ai campionati italiani assoluti, salto triplo - 13,53 m

2007
- Argento ai campionati italiani assoluti indoor, salto triplo - 13,26 m

## Altre competizioni internazionali
2002
- 8ª al Golden Gala ( Roma), salto triplo - 13,89 m